# Мессьє 110
Мессьє 110 (також відоме як M110 та NGC 205) — це карликова еліптична галактика в сузір'ї Андромеди.

## Історія відкриття
Скупчення було відкрито Йоганном Елерт Боде 27 грудня 1777 року і незалежно перевідкрито Шарлем Мессьє 18 березня 1781 року. У цей же день Шарль Мессьє вніс до каталогу 8 інших об'єктів, галактик зі скупчення Virgo (M84 -M91).

## Цікаві характеристики
M110 знаходиться на відстані 2,9 мільйона світлових років від Землі. Цей об'єкт є найяскравішим супутником знаменитої Туманності Андромеди (М31) і, таким чином, входить в Місцеву групу галактик. Містить пил і виявляє деякі ознаки недавнього зореутворення, що незвично для галактик такого типу.

## Спостереження
| М110 в сузір'ї Андромеди | M110 поруч з галактикою Андромеда |

## Навігатори
| ◄ NGC 201 \| NGC 202 \| NGC 203 \| NGC 204 \| NGC 205 \| NGC 206 \| NGC 207 \| NGC 208 \| NGC 209 ► |

Координати:  00г 40м 22.1с, +41° 41′ 07″